# Théodore Guérin
Théodore Guérin, al secolo Anne-Thérèse Guérin (Étables-sur-Mer, 2 ottobre 1798 – Saint Mary-of-the-Woods, 14 maggio 1856), è stata una religiosa e missionaria francese, fondatrice della congregazione delle Suore della Provvidenza.
Beatificata da papa Giovanni Paolo II nel 1998, fu canonizzata il 15 ottobre 2006 da papa Benedetto XVI.
La sua memoria liturgica cade il 14 maggio.